# Levínská Olešnice (przystanek kolejowy)
Levínská Olešnice – przystanek kolejowy w miejscowości Levínská Olešnice, w kraju libereckim, w Czechach. Znajduje się na wysokości 470 m n.p.m.
Jest zarządzany przez Správę železnic. Na przystanku nie ma możliwości zakupu biletów, a obsługa podróżnych odbywa się w pociągu.

## Linie kolejowe
- 030 Jaroměř - Liberec